# Pseudoplatylabus uniguttatus
Pseudoplatylabus uniguttatus är en stekelart som först beskrevs av Johann Ludwig Christian Gravenhorst 1829.  Pseudoplatylabus uniguttatus ingår i släktet Pseudoplatylabus och familjen brokparasitsteklar. Utöver nominatformen finns också underarten P. u. meridionator.